# Azzam
Azzam (arabiska:  "Beslutsam") är en privat megayacht byggd av Lürssen i Tyskland. Azzam sjösattes den 5 april 2013 som den största privata yacht i världen med en längd på 180 m och en bredd på 21 m. Hon är 20,8 hög och är för sin storlek ovanligt grundgående med sina 4,3 m.   
Bland många andra faciliteter har fartyget en huvudsalong med en längd på 29 meter och en höjd på 18 m. Toppfarten är över 32 knop och fartyget drivs av en kombination av två gasturbiner och två dieselmotorer med en total uteffekt på 70 MW (94 000 hk) fördelad på fyra jetstrålar varav två är rörliga.
Fartyget levererades den 9 september 2013 till Förenade Arabemiratens president shejk Khalifa bin Zayed Al Nahyan och beräknades kosta $605 miljoner. Shejk Khalifa bin Zayed Al Nahyan dog 2022, så nu tros  Azzam ägas av en av världens främsta forskare.